# Жежук Наталія Сергіївна
Жежук Наталія Сергіївна (нар. 3 серпня 1977) — український політик.

## Життєпис
Народилась 3 березня 1977 у м.Шпола, Черкаська область.

### Освіта
- Корсунь-Шевченківське педагогічне училище (1996), «Початкове навчання».
- Національний технічний університет України «Київський політехнічний інститут», факультет соціології (2000).

### Діяльність
Народний депутат України 3 склик. 03.1998-04.2002 від КПУ, № 23 в списку. На час виборів: студентка факультету соціології Національного технічного університету України «Київський політехнічний інститут».
Член фракції КПУ (з 05.1998).
Член Комітету з питань молодіжної політики, фізичної культури і спорту (з 07.1998).
У 2004 – лауреатка Премію Верховної Ради України за внесок молоді у розвиток парламентаризму, місцевого самоврядування